# 환상수호전 III
《환상수호전 III》(일본어: 幻想水滸伝III)는 코나미 컴퓨터 엔터테인먼트 도쿄가 개발하고 코나미가 배급한 2002년 롤플레잉 비디오 게임이다. 《환상수호전》 시리즈 세 번째 본편으로, 플레이스테이션 2로 개발돼 일본서 2002년 7월 11일 처음 출시됐다. 영어판 제목은 《수호전 III》(영어: Suikoden III)이다.
《환상수호전 III》의 이야기는 전작 《환상수호전 II》로부터 15년 후의 세계를 무대로 전개되며, 그랜스랜드의 자치부족 카라야, 상인국가 젝센연방, 그리고 개척방위군 하르모니아 이 세 세력이 의견차에 의한 갈등이 게임 내 주사건이다. 게임서사상 '트리니티 사이트 시스템'을 채택한 것이 특징으로, 전작들과는 달리 처음에는 하나의 주인공이 아닌 각 세력을 대표하는 세 주인공(휴고, 크리스 라이트펠로, 게도)들을 플레이어가 원하는 순서대로 선택해 진행할 수 있다. 108명의 수호성을 영입하는 것이 최종목표이며, 《환상수호전 II》의 세이브 데이터를 읽으면 추가 컨텐츠를 플레이할 수 있는 특전이 있다.
2004년, 아키 시미즈가 그린 만화판이 연재됐다.

## 반응
《환상수호전 III》은 리뷰 애그리게이터에서 86/100점을 기록해 "대체적으로 긍정적인 평가"를 받았다. 일본 잡지 〈패미통〉에선 40점 만점에 31점을 매겼다.